# ホロフェルネスの首を斬るユディト (カラヴァッジョ)
『ホロフェルネスの首を斬るユディト』（ホロフェルネスのくびをきるユディト、伊: Giuditta e Oloferne、英: Judith Beheading Holofernes）は、イタリア・バロック期の巨匠ミケランジェロ・メリージ・ダ・カラヴァッジオがキャンバス上に油彩で制作した絵画で、画家の最初の歴史画である。制作年について、はっきりしたことはわからず、1598-1599年ごろ、または1602年に描かれたと思われる。この絵画は1950年に再発見され、1971年になってイタリア政府によって購入された。現在、ローマのバルベリーニ宮国立古典絵画館に収蔵されている。なお、まったく同じ主題のもう1つの絵画が2014年に偶然に再発見された。1607年に制作されたのもので、カラヴァッジョに帰属している専門家もいるが、異議を唱えている専門家もいる。この新発見の絵画は、2019年6月に『ユディトとホロフェルネス』として売却された。

## 歴史
伝記作者ジョヴァンニ・バリオーネは、カラヴァッジオが「『ホロフェルネスの首を斬るユーディット』を、コスタ家のために描いた」と伝えている
。実際、ジェノヴァの銀行家であったオッターヴィオ・コスタは、1623年の遺書に「すべてのカラヴァッジオの絵画、とりわけユディト」は売却せずに故郷に遺すように、と記している。また、本作のキャンバスの裏には「C・O・C」の頭文字が認められ、これは「Comites Ottavio Costa (公爵オッターヴィオ・コスタ)」を意味していると解釈されている。
本作は、アルテミジア・ジェンティレスキ、ヴァランタン・ド・ブーローニュ、アダム・エルスハイマーなど同時代の画家たちに大きな影響を与えた。しかし、その後に忘れ去られ、ようやく1920年代半ばになって、有名な修復家ピーコ・チェッリーニがローマのコッピ家の古い宮殿で非常に汚れていた本作を見つけた。強い印象を受けた彼は。それから25年ほどして美術史家ロベルト・ロンギに連絡し、絵画の写真を見せた。ロンギはすぐに絵画がカラヴァッジオによってコスタのために描かれたものだと気づき、絵画は1951年にミラノで開かれたカラヴァッジオ展に特別出品されて世間に知られるようになったのである。

## 主題

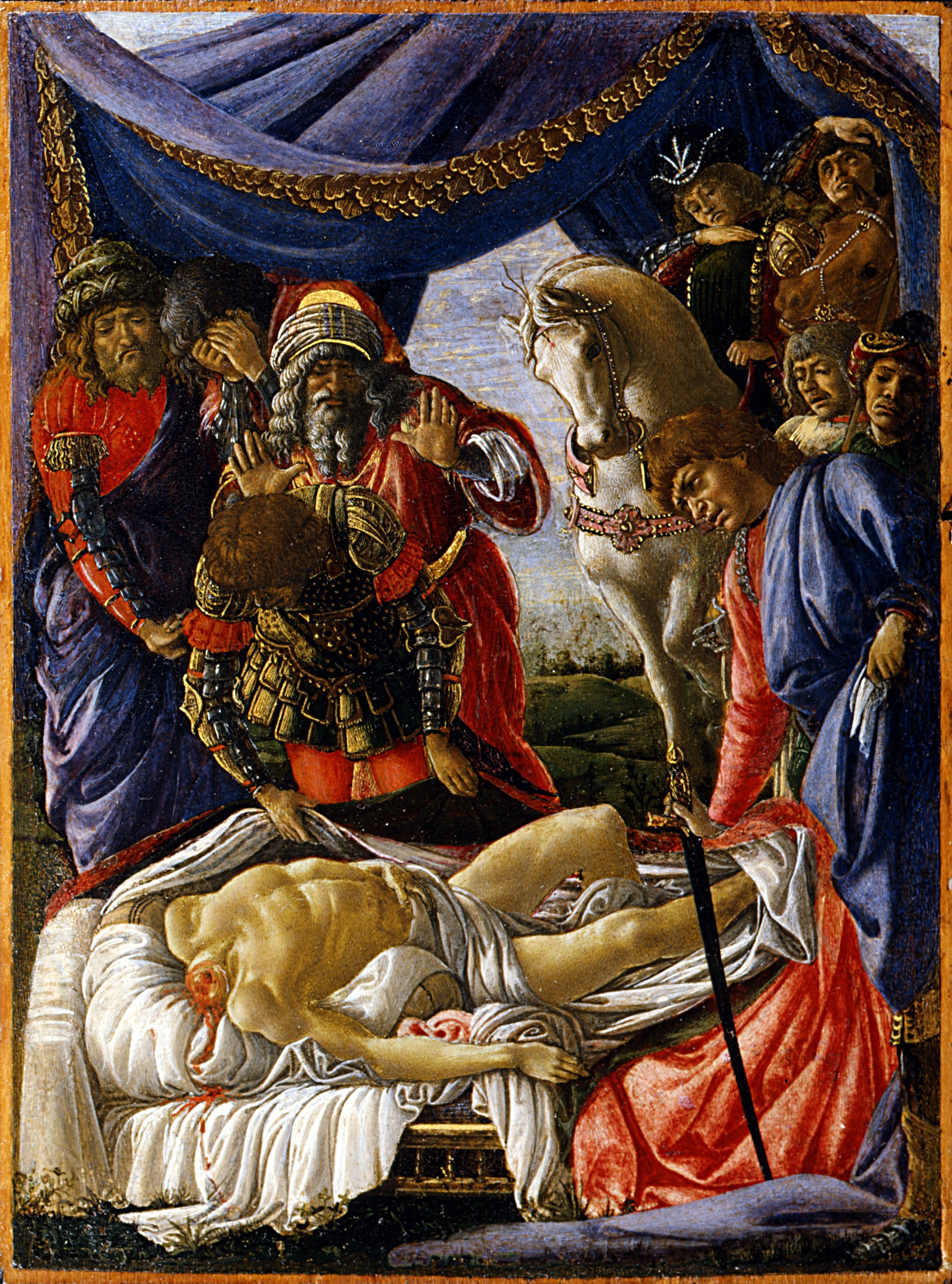
ボッティチェッリ『ホロフェルネスの遺骸の発見』 (1469-1470年)、ウフィツィ美術館、フィレンツェ

「ユディト記」によれば、イスラエルの町べトゥリアにはユディトと呼ばれる若い未亡人がいた。当時、アッシリアの司令官ホロフェルネスは周辺国を征服し、べトゥリアを包囲した。彼は井戸を占拠し、住民の水源を抑えるという非道な戦術を取る。この時、ユディトは喪服を脱ぎ、侍女を1人伴うだけで敵の陣地に乗り込んでいった。ホロフェルネスのもとに身を寄せた彼女は、「ベトゥリアを見限ったので、私が町を案内しましょう」と彼に嘘をつき、信用させる。ホロフェルネスはユディトの美貌に魅了され、彼女と酒をともにしているうちに眠りこけてしまう。彼女は隠し持っていた刀で彼の首を切り落とすと、袋に入れてべトゥリアの町に凱旋した。翌日、司令官ホロフェルネスを失ったアッシリア軍は戦意を失い、逃げ去ったので、べトゥリアは救われることになった。

## 作品

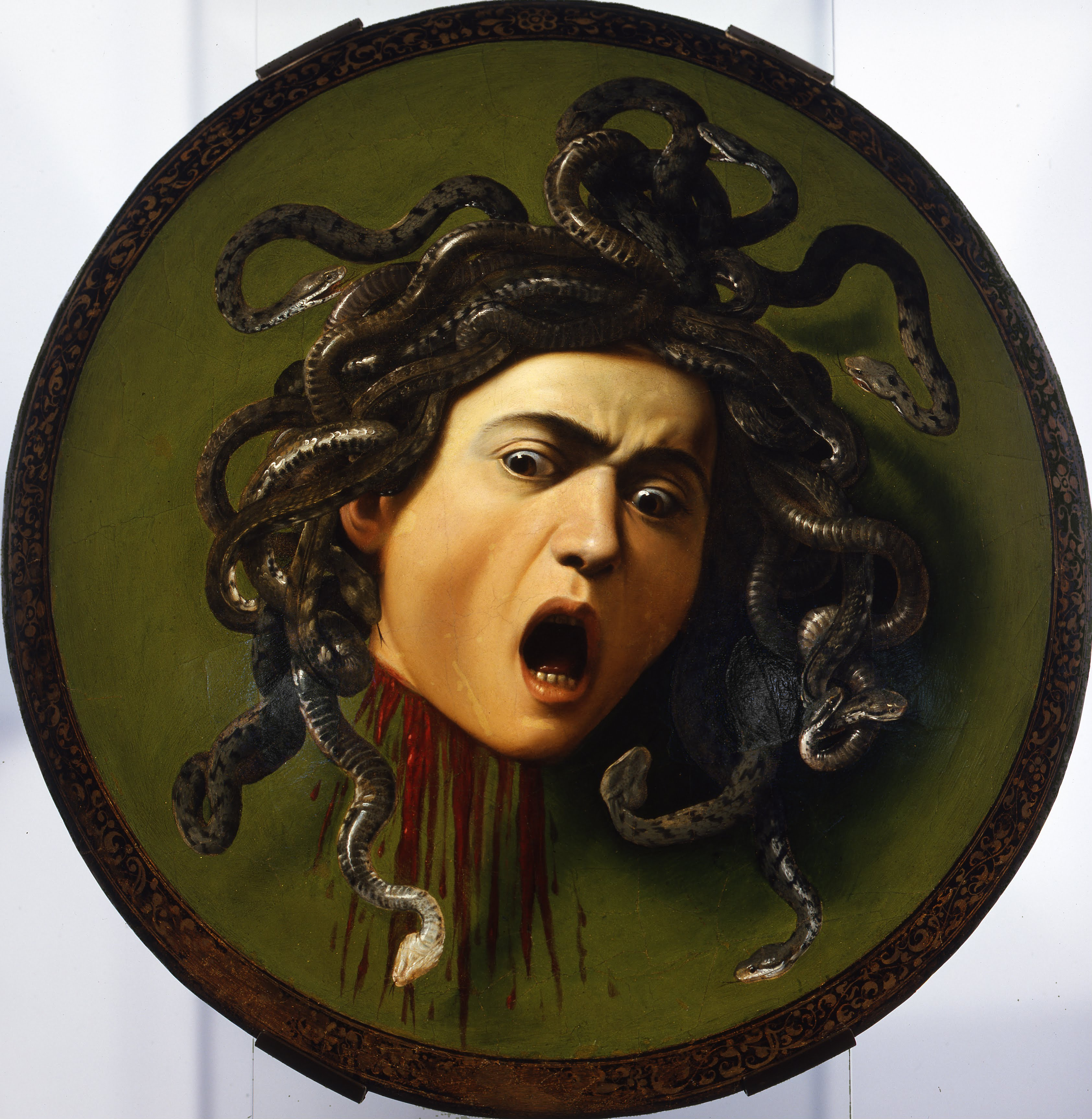
カラヴァッジオ『メドゥーサの首』 (1597-1598年ごろ)、ウフィツィ美術館、フィレンツェ

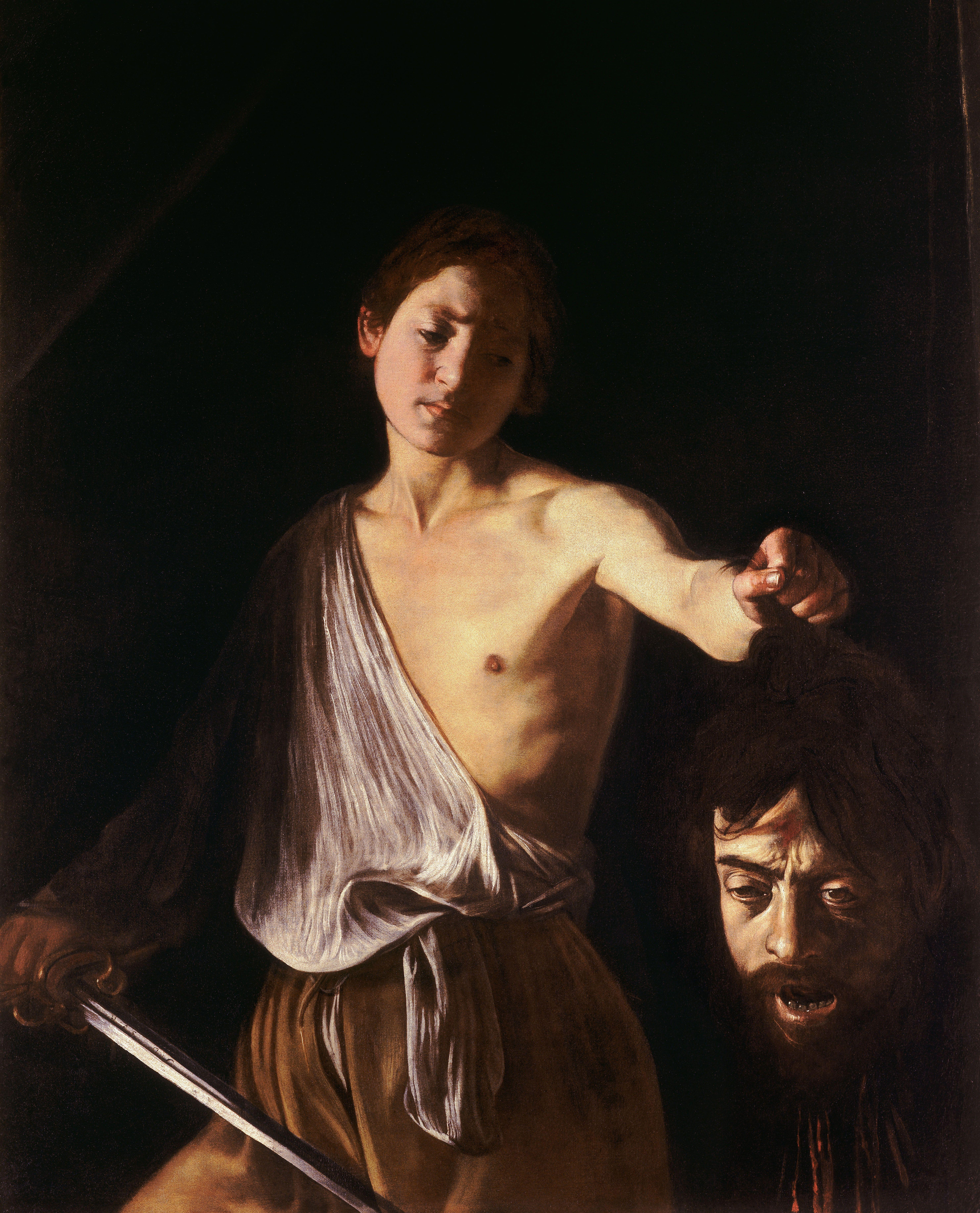
カラヴァッジオ『ゴリアテの首を持つダヴィデ』 (1609-1610年)、ボルゲーゼ美術館、ローマ

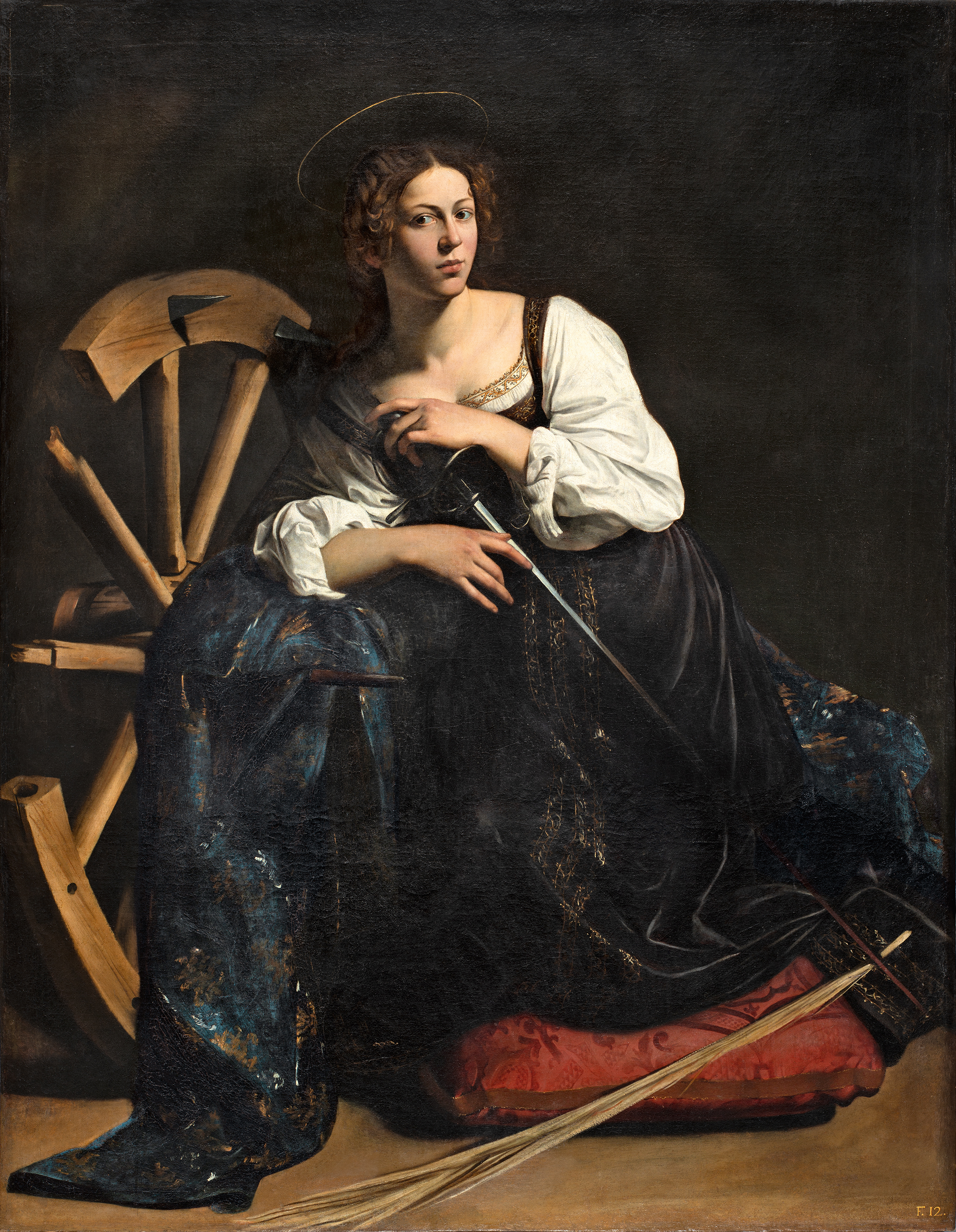
カラヴァッジオ『アレクサンドリアの聖カタリナ』 (1598年ごろ)、ティッセン＝ボルネミッサ美術館、マドリード

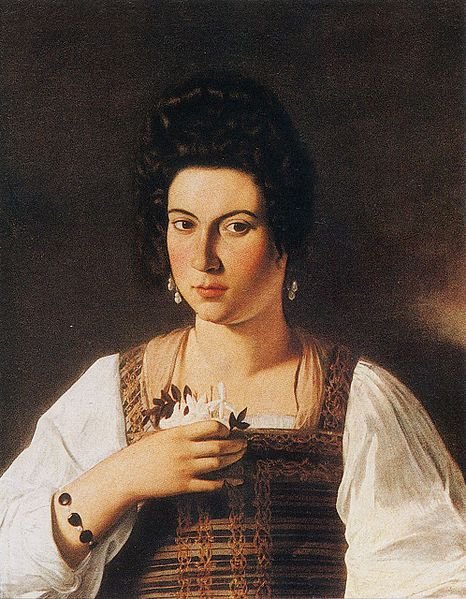
カラヴァッジオ『フィリーデ・メランドローニの肖像』(1601-1605年ごろ)、第二次世界大戦中にベルリンで焼失

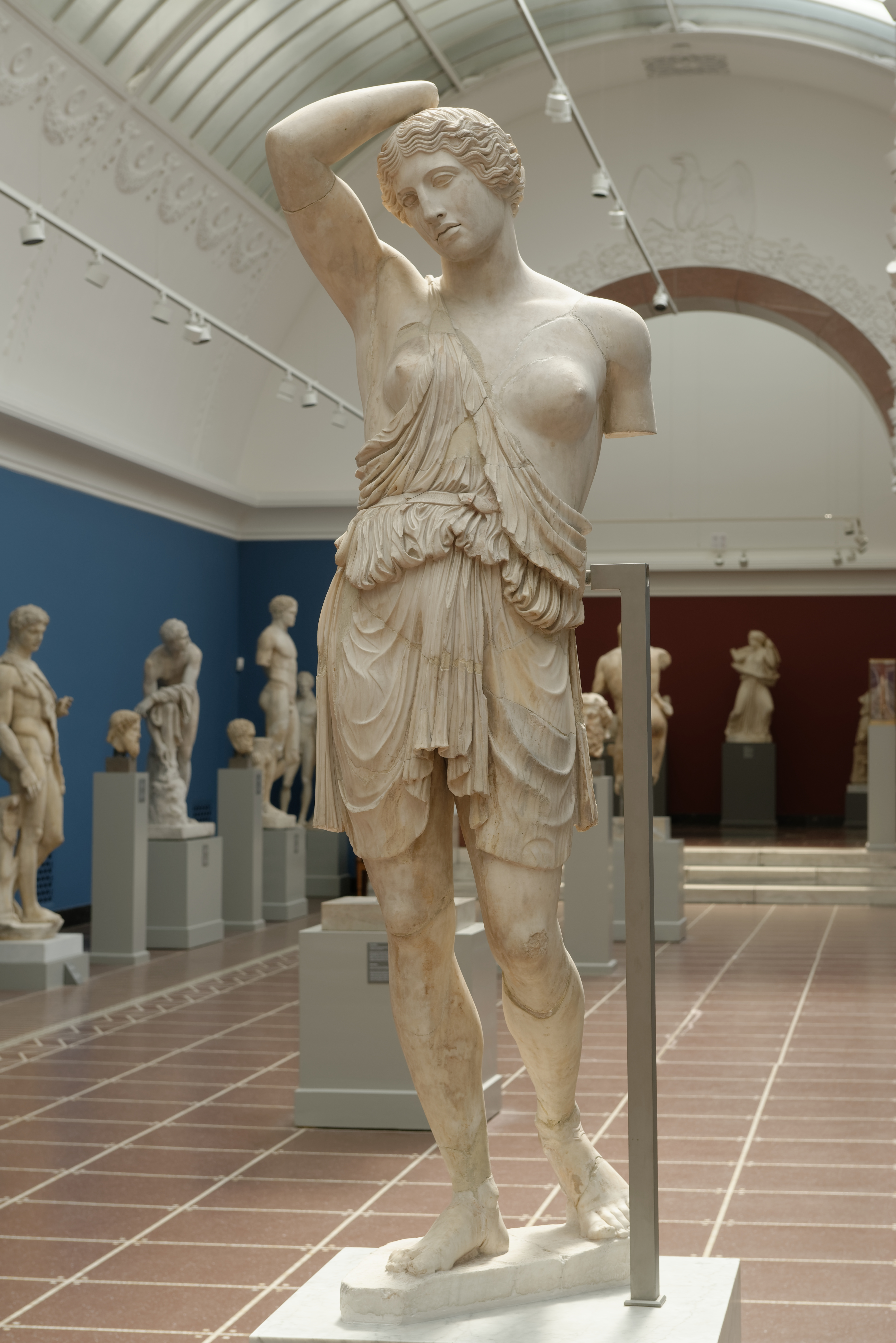
古代ローマ彫刻『傷を負ったアマゾネス』(150年ごろ)、ニイ・カールスベルグ・グリプトテク美術館、コペンハーゲン

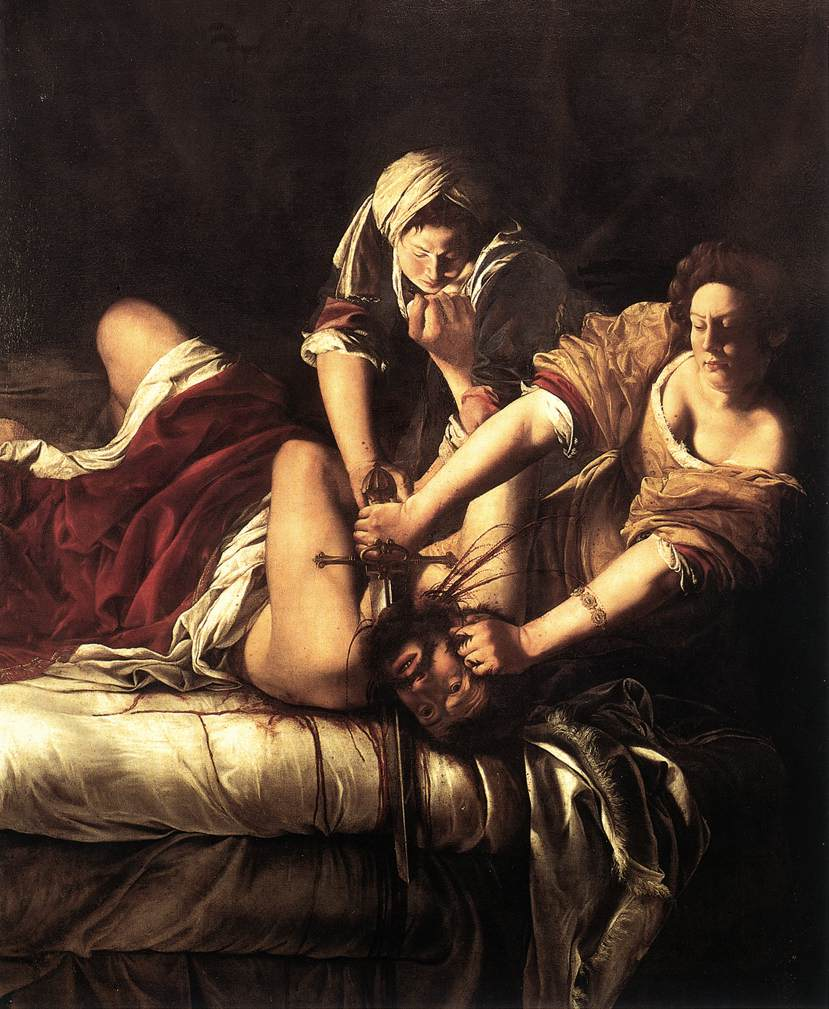
アルテミジア・ジェンティレスキ『ホロフェルネスの首を斬るユディト』(1620年ごろ)、ウフィツィ美術館、フィレンツェ

この主題はカラヴァッジオ以前にもしばしば取り上げられたが、ルネサンス期のボッティチェッリやミケランジェロなどの作品ではホロフェルネスの首が斬られた後の場面が描かれていた。カラヴァッジオの主題へのアプローチは、最大の劇的衝撃のある瞬間、つまり斬首の瞬間を選択することであった。ユディトがまさに斬首する場面を描いたのはカラヴァッジオが初めてであり、主題がこれほど残虐に描かれたことは以前にはない。
人物は舞台の前面に配置され、漆黒の背景の中に隔離されて、側面から劇場の中のように照らされている。ユディトの侍女のアブラは、女主人の横に立っており、ユディトは腕を伸ばしてホロフェルネスの首に刃を当てている。ホロフェルネスは腹ばいになり、暗殺者ユディトに向かって頭を向けつつ首をねじっている。驚愕と恐怖の悲鳴を上げるその表情は、『メドゥーサの首』 (ウフィツィ美術館、フィレンツェ) とも『ゴリアテの首を持つダヴィデ』 (ボルゲーゼ美術館、ローマ) のゴリアテの首とも類似している。X線検査により、カラヴァッジオはホロフェルネスの頭部の位置を調整し、胴体からわずかに離して、右に少々動かしたことが明らかになった。 
侍女は通常、美しい若い女性として表現されるが、カラヴァッジオは美しいユディトと対照的な老女として表現している。老若、美醜の顔の対比を描いた、レオナルド・ダ・ヴィンチの数々の素描を思わせる発想である。侍女はホロフェルネスの首を入れる袋を持っているが、その手には思わず力が入っている。一方、ホロフェルネスを斬首するユディットは、眉間に皺を寄せて嫌悪感を露わにしている。そのモデルは、おそらくローマの遊女フィリーデ・メランドローニであり、彼女は本作の制作年の前後にカラヴァッジオの他のいくつかの作品でポーズをとっている。場面自体、特に血と斬首の細部表現は、おそらく1599年のベアトリーチェ・チェンチの公的処刑を画家が観察したことを拠り所にしている。ちなみに、ユディトが手にしている短剣は、『アレクサンドリアの聖カタリナ』 (ティッセン＝ボルネミッサ美術館、マドリード) が持っているストリッシャとは全く異なる短剣である。これはファルチョーネと呼ばれるもので、当時補助的な武器として広く使われ、歩兵が持つのが常であった短剣だと思われる。
この絵画は噴出する血の描写が真に迫っており、生々しく衝撃的な場面を表しているが、人物たちはリアルに描かれているわけではない。むしろ、彼らは自然に描かれているわけではなく、写実的でありながらも典型化されているように見える。それらの顔やポーズは、『ラオコーン像』 (ヴァチカン美術館、ローマ)、『傷を負ったアマゾネス』 (ニイ・カールスベルグ・グリプトテク美術館、コペンハーゲン)、あるいは老女像などの古代彫刻からインスピレーションを得ているのではないかと指摘されている。実際、ユディトは初めは『傷を負ったアマゾネス』のように乳房を見せた姿で描かれ、後から衣服が描かれたと思われる。
アルテミジア・ジェンティレスキやそのほかの画家たちは、本作に深く影響を受けた。彼らはカラヴァッジョの物理的写実主義を超えたが、ユディトの心理的アンビバレンスを捕えることにおいてカラヴァッジョに匹敵するものはなかったと主張されている。

## 真筆の可能性のある第2版
カラヴァッジオは1607年6月14日にナポリを去ったが、2人のフランドルの画家兼画商ルイス・フィンソンおよびアブラハム・フィンクと共有していたナポリの工房に『ロザリオの聖母』 (美術史美術館、ウィーン) と『ホロフェルネスの首を斬るユディト』を残していった。フィンクはナポリを離れ、1609年頃にアムステルダムに定住したときに、2枚の絵画を持っていったようである。その後、フィンソンもアムステルダムに引っ越した。 2点の絵画は、今度はアムステルダムにいたフィンソンによって作成された1617年9月19日付けの遺言で再び言及されている。フィンソンは自分の遺言で、ナポリ以来、共同所有していた2点のカラヴァッジョ絵画をフィンクに残した。フィンソンは遺言を表明した直後に亡くなり、その相続人であるフィンクは2年後に亡くなった。フィンクが亡くなった後、その相続人は1619年以降に、『ロザリオの聖母』を1800フローリンでアントウェルペンのドミニコ会の聖パウロ教会のためにピーテル・パウル・ルーベンスが率いるフランドルの画家と「アマチュア」の委員会に売却した 。
1786年、オーストリア皇帝ヨーゼフ2世は、最初にすべての「役立たずの」修道会の閉鎖を命じ、次にカラヴァッジオによる『ロザリオの聖母』を自身の芸術コレクションのために要求した。アントウェルペンの主要な芸術家からの寄贈品であり、彼らの深い宗教的献身の表現であった『ロザリオの聖母』は、このようにしてフランドルのオーストリア支配者による略奪の対象となった。
1600年代初頭以来、フィンクとフィンソンが共同所有していた『ホロフェルネスの首を斬るユディト』を表す2番目のカラヴァッジオ作品は行方不明であり、ナポリのインテーザ・サンパオロ銀行のコレクションにある絵画と同一視されるべきであると提案された。 2014年にトゥールーズの屋根裏部屋で発見された『ホロフェルネスの首を斬るユディト』は、特定の研究者によって失われたカラヴァッジオ作品であると信じられている。他の研究者は、トゥールーズの作品とインテーザ・サンパオロ銀行のコレクションにある作品が両方ともフィンソンの手によって描かれた作品というだけでなく、失われたカラヴァッジオのオリジナル作品の複製ではなく、実際にはフィンソンのオリジナルの作品であると主張している。トゥールーズのヴァージョンは、フィンソンの傑作とさえ言われている。異なる見解を取る美術史家の両方の陣営は、様式的および技術的特徴に基づいて作品の帰属をしている。
絵画の真筆性を立証するためのテストが行われている間、フランス政府によって絵画の輸出禁止が課された。2019年2月、ルーヴル美術館が1億ユーロで購入する機会を断った後、絵画はオークションで売却されると発表された。ところが、アートコレクター兼ヘッジファンド・マネージャーのJ.トミルソン・ヒルが2019年6月に予定されていたオークションの直前に絵画を非公開の金額で購入した。この絵画の新しい所有者はメトロポリタン美術館の理事である。